# True Blood (2.ª temporada)
A segunda temporada de True Blood estreou em 2009.

## Episódios
| Temporada # | Total # | Título                     | Dirigido por    | Escrito por                      | Estreia             | Audiência em milhões (EUA) |
| --- | ------- | -------------------------- | --------------- | -------------------------------- | ------------------- | -------------------------- |
| 1 | 13      | "Nothing But the Blood"    | Daniel Minahan  | Alexander Woo                    | 14 de Junho, 2009   | 3.7                        |
| Vampiros de Dallas evocam Sookie para que ela use suas habilidades telepáticas e ajude a encontrar um companheiro que está desaparecido. O relacionamento de Sookie e Bill fica abalado quando ela descobre a verdade sobre o envolvimento dele na morte do tio dela. Jason usa o dinheiro da herança do tio para participar de um retiro da Sociedade do Sol. |         |                            |                 |                                  |                     |                            |
| 2 | 14      | "Keep This Party Going"    | Michael Lehmann | Brian Buckner                    | 21 de Junho, 2009   | 3.41                       |
| Sookie é forçada a cuidar de Jéssica, bem como precisa lidar com a inconveniência da presença dela na casa de Bill. Na conferência da Luz do Dia, Jason causa uma forte impressão em seus líderes ambiciosos, Steve e Sarah Newlin. No mesmo retiro, Amanda Jane e sua banda, os God Rockets (“Foguetes de Deus”), se apresentam, tocando o hit Jesus Asked Me Out Today (“Jesus Pediu Para Sair Comigo Hoje”). Maryann joga um feitiço nos frequentadores do Merlotte. |         |                            |                 |                                  |                     |                            |
| 3 | 15      | "Scratches"                | Scott Winant    | Raelle Tucker                    | 28 de Junho, 2009   | 3.7                        |
| Bill e Eric se juntam para salvar Sookie, depois que ela é atacada por uma criatura misteriosa. Jason começa a ter dúvidas sobre os propósitos anti-vampiros do retiro em que está, mas Sarah e Steve acabam com sua hesitação, mimando-o e fazendo-lhe promessas. Sam parte para uma viagem. Jessica vai para o Merlotte’s, onde encontra Hoyt, que se apaixona por ela. Tara se sente atraída por Eggs, mas o clima entre os dois é interrompido. |         |                            |                 |                                  |                     |                            |
| 4 | 16      | "Shake and Fingerpop"      | Michael Lehmann | Alan Ball                        | 12 de Julho, 2009   | 3.9                        |
| Bill e Sookie viajam para Dallas, como prometido para Eric. Jason vira vítima de uma brincadeira humilhante. Maryann faz uma festa de aniversário para Tara. |         |                            |                 |                                  |                     |                            |
| 5 | 17      | "Never Let Me Go"          | John Dahl       | Nancy Oliver                     | 19 de Julho, 2009   | 3.85                       |
| Enquanto está em Dallas, Sookie fica amiga de uma outra humana. Jason recebe um prêmio por trabalhar pesado no acampamento da Luz do Dia. Eric e Bill ficam mais amigos. |         |                            |                 |                                  |                     |                            |
| 6 | 18      | "Hard-Hearted Hannah"      | Michael Lehmann | Brian Buckner                    | 26 de Julho, 2009   | 4.0                        |
| Sookie embarca numa missão perigosa para localizar Godric. Bill fica chocado quando um vampiro do seu passado reaparece em Dallas. Jason toma algumas decisões difíceis. |         |                            |                 |                                  |                     |                            |
| 7 | 19      | "Release Me"               | Michael Ruschio | Raelle Tuckner                   | 2 de Agosto, 2009   | 4.27                       |
| Traído por Daphne, Sam se vê numa situação perigosa e sem saída, ao ficar nas mãos de Maryann e de seus servos. Prisioneira ao lado de Hugo na igreja da Sociedade do Sol, Sookie usa seus poderes telepáticos para chamar Bill, que está sendo detido num hotel pela obsessiva e teimosa Lorena. Depois de passar dos limites com os Newlins, Jason, assustado, tenta cortar os últimos laços com a Sociedade do Sol, mas enfrenta muita resistência da parte de Steve e Gabe. |         |                            |                 |                                  |                     |                            |
| 8 | 20      | "Timebomb"                 | John Dahl       | Alexander Woo                    | 9 de Agosto, 2009   | 4.43                       |
| A captura de Sookie sofre uma virada inesperada, quando Eric chega para cumprir a ordem do seu mestre, ao anoitecer, no cárcere da Sociedade. Em Bon Temps, Sam fica numa situação perigosa, ao fazer uma descoberta chocante no Merlotte’s, e Andy não consegue melhorar a situação a seu favor. Mandados para casa por Bill, Jessica e Hoyt descobrem que, quando se trata de sexo, toda vez é como a primeira vez. Tara e Eggs devoram uma refeição misteriosa preparada por Maryann, a qual traz resultados inesperados. Depois de Jason pagar o seu débito com os vampiros, Godric tenta abrir a mente dos seus seguidores. |         |                            |                 |                                  |                     |                            |
| 9 | 21      | "I Will Rise Up"           | Scott Winant    | Nancy Oliver                     | 16 de Agosto        | 4.5                        |
| Eric, que está ferido, engana Sookie, para a tristeza de Bill, e termina entrando dentro da cabeça dela. Mais tarde, Sookie e Jason se reaproximam, por causa de suas últimas aventuras. Culpando Eggs pelos machucados de Tara e pelo comportamento estranho dela, Lafayette e Lettie Mae tentam encontrar uma maneira de tirá-la das garras de Maryann. Hoyt defende seu relacionamento com Jessica perante Maxine, sem sucesso. Colocado na cadeia por Bud, junto com um grupo de fanfarrões de Bon Temps, Sam tenta escapar e evitar ser capturado por Maryann, que está ficando cada vez mais obcecada por ele. Em Dallas, Eric e os vampiros defendem suas recentes ações perante Nan Flanagan e ficam chocados quando Godric decide assumir a culpa pelo desastre. |         |                            |                 |                                  |                     |                            |
| 10 | 22      | "New World In My View"     | Adam Davidson   | Kate Barnow & Elisabeth R. Finch | 23 de Agosto        | 5.33                       |
| Sookie, Bill e Jason voltam para uma Bon Temps, que está virada de cabeça para baixo, graças a Maryann. Levados ao Merlotte’s por Arlene, Sam e Andy se encontram em uma situação desconfortável ao se refugiar de um grupo de sedentos por sangue. Bill descobre que técnicas tradicionais de vampiros não funcionam em Maryann. Hoyt e Jessica tentam controlar a loucura de Maxine. E Sookie tenta encontrar um caminho no meio da escuridão que consome Tara. Com o inferno tomando conta da cidade, Jason reúne forças para resgatar Sam, pelo menos por enquanto. |         |                            |                 |                                  |                     |                            |
| 11 | 23      | "Frenzy"                   | Daniel Minahan  | Alan Ball                        | 30 de Agosto, 2009  | 5.19                       |
| Com a crise em Bon temps ficando fora de controle, Bill procura os conselhos de Sophie-Anne, a Vampira Rainha de Louisiana, mas precisa ter paciência até que ela lhe dê alguma informação útil. Enquanto isso, Sookie e Lafayette descobrem que proteger Tara de si mesma é mais difícil do que eles imaginavam. Sam, desesperado, procura a ajuda de uma pessoa improvável. E Jessica testa a lealdade de Hoyt a Maxine. |         |                            |                 |                                  |                     |                            |
| 12 | 24      | "Beyond Here Lies Nothin'" | Michael Cuesta  | Alexander Woo                    | 3 de Setembro, 2009 | 5.11                       |
| Bon Temps está fervando com os preparativos de Maryann para o sacrifício, que deve ter Sookie como a Dama de Honra das núpcias sangrentas. Sophie-Anne alerta Eric sobre a determinação de Bill. Jason leva Andy a um abismo heróico. Hoyt luta contra o fluxo incessantes de ofensas da mãe. Decidindo o que será melhor para Sookie e para a cidade, Sam coloca sua confiança – e sua vida – nas mãos de um aliado inesperado. |         |                            |                 |                                  |                     |                            |